# Bongaigaon
Bongaigaon è una suddivisione dell'India, classificata come municipal board, capoluogo del distretto di Bongaigaon, nello stato federato dell'Assam. In base al numero di abitanti la città rientra nella classe II (da 50.000 a 99.999 persone).

## Geografia fisica
La città è situata a 26° 28' 0 N e 90° 34' 0 E e ha un'altitudine di 53 m s.l.m.